# سراتی
سراتی (به ایتالیایی: Cerretti) یک منطقهٔ مسکونی در ایتالیا است که در سانتا ماریا ا مونته واقع شده‌است. سراتی ۶۵۸ نفر جمعیت دارد و ۸۴ متر بالاتر از سطح دریا واقع شده‌است.